# Gottlob Amand von Dalberg
Gottlob Amand Leopold Augustin Benedikt Freiherr von Dalberg (* 15. Oktober 1739; † 20. Dezember 1794 in Amorbach) fiel mit seinem unangepassten, selbstbezogenen Lebensstil, mehreren Mesalliancen und kriminellem Verhalten aus dem Kontext seiner Familie, der Freiherren Dalberg, heraus, ein Verhalten, das Zeitgenossen als üble Conduite bewerteten.

## Herkunft
Gottlob Amand war der Sohn von Hugo Philipp Eckenbert von Dalberg-Wallhausen (* 31. März 1702; † 29. Februar 1754), würzburgischer und fuldischer Geheimer Rat, Oberamtmann von Hammelburg, und dessen Frau Maria Anna Josepha Sophia Zobel von Giebelstadt (* 20. August 1713; † 8. Juni 1774). Sie hatten am 4. Oktober 1729 geheiratet.

## Familie
Die Familie derer von Dalberg heiratete seit Jahrhunderten nur innerhalb des rheinischen und fränkischen Stiftsadels. Das war auch so im Familienvertrag von 1723 festgelegt, den jedes männliche Familienmitglied bei Erreichen der Volljährigkeit beschwören musste. Gottlob Amand gelang es mehrfach, aus ständischer Sicht jeweils völlig unangemessen, unter seinem Stand Verbindungen einzugehen. Damit galt er als meineidig.
Die verschiedenen Darstellungen zu seinen „Mesalliancen“ weichen in Einzelheiten voneinander ab. Aus den nachfolgend genannten Verbindungen sind Kinder hervorgegangen, die aber, als nicht standesgemäß, aufgrund des überkommenen, adeligen Familienerbrechts der Dalberger nicht erbberechtigt waren. Über diese nachfolgend genannten Beziehungen hinaus ist Gottlob Amand aber auch noch andere eingegangen: So klagte z. B. eine Theresia Engst gegen ihn wegen nicht eingehaltenen Eheversprechens, eine von „zahlreichen kleineren Affären“. Bis zu seinem Lebensende galt er als Frauenheld.

### Erste Verbindung
Die erste Verbindung, aus der auch Nachkommenschaft erwuchs, ging er mit Eleonore Johanna (* ?, † vor dem 23. April 1775), einer Tochter des verstorbenen Regierungsrats Wagner aus Meiningen und der Anna Cordula Wermuth ein. In Arnstadt wurden sie römisch-katholisch getraut. Dies soll am 12. April 1763 geschehen sein. Aus dieser Verbindung gingen hervor:
1. Friedrich Amand (* 14. April 1764 in Chavannes-près-Renens; † Juli 1764 in Assans)
2. Franz Amand (* 16. März 1765 in Ligerz, getauft in Le Landeron[13])
3. Heribert Ludwig (* 10. Februar 1766 in La Neuveville, getauft in Le Landeron[14])
4. Franz Karl (* 1767, nach dem 8. Januar[15][Anm. 6] in Bern[16]; belegt 1774–1783[Anm. 7], † nach 1783[17])

Im Sommer 1766 musste Gottlieb Amand von Dalberg nach Deutschland zurückkehren, da seine Familie aufgrund der Gerüchte über seine unstandesgemäße Ehe drohte, ihn von seinen Einkünften aus den Familiengütern abzuschneiden. Er überwies seiner Frau aus Mainz knapp 5.600 Gulden von einem Kredit über 6.000 Gulden, den er aufgenommen hatte, in die Schweiz. In dieser Zeit hielt er sich wohl in Wallhausen auf. Jedenfalls warf er dort ein Auge auf Susanna Becker, Tochter des dortigen Amtskellers.

### Zweite Verbindung
Er überredete Susanna Becker, gegen den Willen ihrer Eltern mit ihm nach Frankreich zu fahren. Auf getrennten Wegen verließen sie Mitte Januar 1767 Wallhausen, trafen sich in Saarbrücken und reisten weiter nach Metz. Die Beziehung hielt bis mindestens 1772.

### Dritte Verbindung
Als dritte Verbindung ist das Verhältnis von Gottlob Amand mit Erphina Juliana Zumstein aus Essingen verzeichnet. Sie war Magd des Amtskellers in Essingen. Nach ihrer Darstellung ist er mit einem Zweitschlüssel nachts in ihre Kammer eingedrungen und hat sie vergewaltigt. Daraus ging ein Kind hervor, das im Juli 1771 geboren wurde. Die Tat wurde also Ende 1770 begangen. Als sie ihn mit ihrer Schwangerschaft konfrontierte, habe er sie hinausgeworfen.

### Vierte Verbindung
Die vierte Verbindung schloss er mit Sophie Freifrau von Reuß, genannt Hallerkorn (* 1755; † 17. August 1795 in Hanau). Die Braut war nicht stiftsfähig. Sie war die Tochter eines neuadligen, wegen eines Bestechungsskandals entlassenen Kammergerichtsassessors.
Nach einer Quelle fand die Hochzeit am 17. Juli 1774 in der Pfarrkirche von Essingen statt, wurde aber vom bischöflichen Vikariat in Speyer nicht anerkannt und vor einem kirchlichen Gericht angefochten. Als Eleonore von Dalberg, geborene Wagner, 1775 gestorben war, wurde die Ehe zwischen Gottlieb Amand von Dalberg und Sophie von Reuß am 23. April 1775 erneut geschlossen, was in der gleichen Kirche geschah. Nach anderer Darstellung kam es am 17. Juli 1774 aber gar nicht zum Eheschluss, weil die Ehe von Gottlieb Amand von Dalberg und Eleonore, geborene Wagner, allgemein bekannt war und der Bischof von Speyer wegen Bigamie gegen die erneute Trauung einschritt. Erst als Eleonore 1775 verstorben war, fand eine Trauung von Gottlob Amand von Dalberg und Sophie von Reuß am 23. April 1775 in der Pfarrkirche von Essingen statt.
Aus der Ehe gingen hervor:
1. Franziska (* 25. November 1776)
2. Karoline (* 20. Januar 1779)
3. Emmerich Karl (* 10. März 1781; † 1. September 1842[Anm. 9] in Darmstadt), wurde badischer Kammerherr.[31] Er war zeitweise an der Universität Heidelberg immatrikuliert und absolvierte schließlich eine Forstausbildung. In der Endphase der napoleonischen Herrschaft trat er 1814 der badischen Landwehr bei.[32] Der herkömmlichen ständischen Versorgung in der Folgezeit beraubt und von der Familie abgelehnt radikalisierte er sich politisch, bezeichnete sich selbst als „Freisinnigen“, plante ein Freikorps, um den Kampf der Griechen für Unabhängigkeit vom Osmanischen Reich zu unterstützen, und gab eine Zeitung in Würzburg heraus, Der Scharfschütze. In der Julirevolution von 1830 proklamierte er sich dort als „Volksminister“, was König Ludwig I. als „Dreistigkeit“ empfand.[33] 1834 beruhigte sich die Lage, als die Familie ihm gegen einen Erbverzicht[34] eine lebenslange Rente gewährte.[35]
4. Philipp Karl (* 10. Mai 1782, † 2. September 1848) wurde Oberst in preußischen, badischen und französischen Diensten, war Mitglied der Ehrenlegion[36] und badischer Kammerherr. Am 18. Februar 1806 heiratete er in Amberg die evangelische Johanna Margaretha Seffert.[37][Anm. 10] Aus dieser Ehe ging Christine Auguste Adelheide (* 7. Januar 1807, evangelisch getauft) hervor. Diese Tochter heiratete gegen den Willen ihres Vaters Karl von Berg, großherzoglich badischer Gerichtsadvokat.[38] Eine zweite Ehe schloss Philipp Karl am 16. März 1835[39] mit Maria Feodora (* 1. November 1815; † 28. Januar 1890), Tochter von Karl von Mülmann und Anna Sophie von Bismarck.[40] Die Ehe scheiterte nach wenigen Jahren.[41] Aus dieser ging Auguste Frederike (* 15. Februar 1836, † 5. Mai 1905 in München) hervor, die wiederum zwei Mal verheiratet war. Zunächst seit dem 27. Juni 1855 mit Wilhelm von Breidbach-Bürresheim, genannt von Riedt (* 13. Februar 1818 in Biebrich[42]; † 8. April 1866 in Karlsruhe), herzoglich-nassauischer Kammerherr, Geheimrat und Gesandter am badischen Hof. An anderer Stelle findet sich der Hinweis, er sei Nassauischer Gesandter am Bundestag gewesen.[43] Die zweite Ehe schloss sie am 28. November 1874 in München mit Franz von Gmainer († 20. April 1895[Anm. 11] in München), bayerischer Kammerherr und Oberst.[44]

Für Emmerich Karl und Philipp Karl erließ Fürstprimas Karl Theodor von Dalberg 1807 eine „Ordnung“, nach der die beiden als eigene Linie des Hauses Dalberg anerkannt wurden. Das blieb aber ohne praktische Konsequenzen, da Emmerich Karl unverheiratet blieb und aus den Ehen von Philipp Karl ausschließlich Töchter hervorgingen, dieser Familienzweig also wieder endete.

### Fünfte Verbindung
Gottlob Amand ging neben seiner Ehe mit Sophie eine weitere Verbindung, diesmal mit seiner Haushälterin Philippina Caemmerer, ein, eine Verbindung, aus der auch zwei Kinder hervorgingen. Ob diese Verbindung identisch ist mit einer, die mit seiner Beschließerin bezeugt ist, lässt sich aus den Quellen nicht belegen. Deren Name könnte „Ehrenberg“ gelautet haben, so jedenfalls hieß ein gemeinsamer Sohn mit Nachnamen. In der Beziehung wurden mindestens zwei Kinder gezeugt:
1. Ernestine wurde, obwohl die Eltern römisch-katholisch waren, aus ungeklärten Gründen lutherisch getauft und von Lutheranern erzogen.[48]
2. Adolph Ehrenberg, der später in französischen Militärdiensten stand.[49]

## Leben
Gottlob Amand hatte die Dalberger Herrschaft St. Martin inne. Er war kurzfristig im kurpfälzischen Militär, an einer Stelle wird er als Oberst bezeichnet. Am 10. Februar 1771 wurde er Geheimer Rat des Bischofs von Speyer, ein Titel, den er bis ans Lebensende führte. Auch ist er badischer Kammerherr gewesen.
Er lebte in der Zeit seiner ersten Ehe in der Schweiz. Dort landete er wegen „jugendlicher Exzesse“ im Gefängnis, vermutlich handelte es sich um beträchtliche Schulden, die er nicht beglich. Auch sonst pflegte er einen unangepassten Lebensstil, selbstbezogen, exzentrisch, teilweise kriminell und damit skandalös. Zu dem Repertoire zählt die vermutliche Vergewaltigung von Erphina Zumstein, eine Wirtshausschlägerei in Edesheim mit dem jungen Geistlichen G. J. Neckermann, bei der Gottlieb Amand seine Perücke einbüßte und den Kürzeren zog, aber auch ein Ausritt, bei dem er sich von einer als Amazone verkleideten Bediensteten begleiten ließ. Auch eine versuchte Anstiftung zum Mord an seinem Cousin, Friedrich Franz Karl Eckbrecht Benedikt, handfeste Gewalttätigkeiten gegen eigenes Personal, das seinem rechtswidrigen Treiben Widerstand entgegenzusetzen suchte, oder gegen Beamte, die versuchten, Schulden bei ihm einzutreiben, und eine versuchte Anstiftung zum Meineid sind bezeugt.
1763 – er war damals 24 Jahre alt und volljährig – gab es einen Rechtsstreit zwischen ihm und dem Ritterkanton Oberrhein vor dem Reichshofrat, ob er sein Erbe selbständig verwalten dürfe.
Anfang der 1770er Jahre hatte er ein Jahreseinkommen von etwa 28.000 Gulden. Er versuchte, die Anteile seiner Geschwister an der Herrschaft Essingen zu übernehmen, geriet dabei aber in finanzielle Schwierigkeiten und sein Vermögen wurde seitens des Ritterkantons Oberrhein unter Zwangsverwaltung („Kuratel“) gestellt. Er ignorierte das aber einfach. Daraufhin erschien am 11. Oktober 1771 eine Administrationskommission, die den Besitz requirieren sollte. Er ließ sie nicht ins Schloss und verweigerte jede Kommunikation: Die Administrationskommission musste unverrichteter Dinge wieder abziehen. Außerdem legte er einen Vorrat an Pulver und Kugeln an, um sich zur Wehr setzen zu können, falls die Ritterschaft versuchen sollte, ihn mit Gewalt festzusetzen. Auch hatte er seit 1765 die Buchführung auf seinen Gütern eingestellt, um eine Pfändung möglichst zu erschweren. Das kam den Untertanen ganz recht, die so ihrerseits Zahlungen an die Herrschaft unterschlagen konnten.
In den 1770er Jahren äußerte er Sympathien für das Luthertum und für die Bildung einer katholischen, deutschen Nationalkirche. Auch daran knüpften heftige Streitereien an, die zwischen dem römisch-katholischen Gottlob Amand einerseits und dem römisch-katholischen Ortspfarrer von Essingen und der Diözese Speyer auf der anderen Seite geführt wurden. Essingen gehörte zu dem Teil der Herrschaft Dalberg, über die Gottlob Amand verfügte, war konfessionell gemischt und zeitweise Hauptwohnsitz von Gottlob Amand. Mit dem lutherischen Pfarrer des Dorfes hatte er dagegen ein gutes Verhältnis. Auch der Hofmeister seiner Söhne war Lutheraner. Innerfamiliär wurde der Konflikt dadurch geschürt, dass sich Gottlob Amand mit seinem Vetter Friedrich Franz Karl Eckbrecht Benedikt von Dalberg (* 1751; † 1811) um Rechte in Essingen stritt. Friedrich Franz verbündete sich mit den Römisch-Katholischen vor Ort. Da Friedrich Franz zugleich Direktor („Ritterhauptmann“) des Ritterkantons Oberrhein war, versuchte Gottlob Amand dessen Zuständigkeit für Essingen zu bestreiten. Das aber gestand der Reichshofrat in Wien nicht zu. Vielmehr betrachtete ihn der Ritterkanton Oberrhein und dessen Direktor, sein Vetter Friedrich Franz, als Gefahr für seine Autorität, die des Ritterkantons und die Stabilität in Essingen.
Seine ruinösen Finanzen und die Anstiftung zum Mord waren formal der Grund, ihn zu inhaftieren. Das entsprechende kaiserliche Reskript wurde am 23. Dezember 1788 ausgestellt und er wurde am 31. Januar 1789 in seinem Haus in Rhodt unter Rietburg durch Vertreter der Oberrheinischen Reichsritterschaft festgenommen.
Friedrich Franz hielt Gottlob Amand in den folgenden Jahren an wechselnden Orten gefangen, zunächst auf der Burg Königstein. Hier gelang ihm ein Fluchtversuch, allerdings wurde er sofort wieder aufgegriffen. Für eine Gegenüberstellung mit seinen „Komplizen“ wurde er in das Jakobskloster der Benediktiner in Mainz verlegt. Weiter soll er auch zeitweise dort im Karmeliterkloster inhaftiert gewesen sein. Eine weitere Quelle besagt, er solle auch auf der Bergfeste Dilsberg eingesessen haben. Als die französische Revolutionsarmee anrückte, wurde er ins Hinterland verlegt und zuerst in einem Privathaus in Gießen, dann im Kloster Amorbach festgehalten, wo er starb.

## Wissenswert
Gottlob Amand war Freimaurer, stand in seiner Jugend in Kontakt mit der Berliner Großen Loge von Preußen genannt Royal York zur Freundschaft und gründete später unter deren Leitung selbst eine Loge in Essingen.
Zahlreiche Geschichten über ihn waren im Umlauf, u. a. soll er zeitweilig eine Räuberbande angeführt haben. Das Urteil der Zeitgenossen, Standesgenossen wie Untertanen sowie der Geschichtsschreibung über ihn ist einhellig negativ.
Auch der ältere Bruder von Gottlieb Amand, Adolph Franz von Dalberg, starb nach langer Haft im Gefängnis, nachdem er zu einem Mord angestiftet hatte.

### Werke
- Briefe zur historischen Erforschung des uralten Schloßes Kropsberg an die Freifrau von Wimpffen gebohrene von Stengel. Gegel, Frankenthal | Erscheinungsjahr 1778.
- Die Obliegenheit eines herrschaftlichen Kiefers[84], vor, in und nach dem Herbst betreffend. Mannheim 1789.

Quelle: